# 宗教战争
宗教战争是指由宗教作出發點的原因或目的所引發的战争。

## 歷史
宗教战争也是宗教斗争中的一眾形式。宗教斗争除了使用战争手段，还有说教争斗、恐怖活动等形式。
宗教战争一般与政治有关，特別是在歐洲。宗教改革后，在歐洲曾引發數百個的革命和戰爭，直至第二次世界大戰結束后，歐洲的戰爭才結束。
按照发生战争的武装势力的宗教类别，可以分为宗教对外战爭、宗教内部战争。
- 宗教对外战争是主流宗教势力对不同宗教信仰的人群（“异教徒”）进行的战争，例子﹕十字军、圣战
- 宗教内部战争一般是同一种宗教内不同教派势力之间的战争，例子﹕三十年战争

### 例子
- 十字军東征
- 北方十字軍
- 再征服戰爭
- 三十年戰爭
- 法國宗教戰爭
- 太平天國之亂
- 一向一揆
- 南斯拉夫內戰
- 穆斯林征服
- 聖戰
- 达拉米德（英语：Dharamyudh）